# Austroidelia nervosa

Austroidelia nervosa (лат.) — ископаемый вид насекомых из семейства Mesorthopteridae (отряд Grylloblattida). Триасовый период (Dzhailoucho area, Madygen Formation, карнийский ярус, возраст находки 221—235 млн лет), Кыргызстан (40.1° N, 70,2° E).

## Описание
Переднее крыло крупное, округлое на вершине, длина крыльев 35—42 мм. Костальная область переднего крыла в 2—3 раза шире субкостальной области.  Сестринские таксоны: Austroidelia asiatica, A. perplexa. Вид был впервые описан в 1996 году российским палеоэнтомологом Сергеем Стороженко (Биолого-почвенный институт ДВО РАН, Владивосток) по ископаемым отпечаткам под первоначальным названием Parastenaropodites nervosa.